# Lotus (plante)
Pour les articles homonymes, voir Lotus.
 (juin 2009).
Si vous disposez d'ouvrages ou d'articles de référence ou si vous connaissez des sites web de qualité traitant du thème abordé ici, merci de compléter l'article en donnant les références utiles à sa vérifiabilité et en les liant à la section « Notes et références ».
Taxons concernés
Dans les familles :
- Nelumbonaceae
- Nymphaeaceae

En botanique, le lotus désigne sans précision en français des plantes aquatiques du genre Nelumbo comme le lotus sacré (Nelumbo nucifera Gaertn.) présent dans l'Ancien Monde ou le lotus jaune (Nelumbo lutea) en Amérique. Mais il existe deux espèces de nymphéas utilisant ce même vocable dans leur phytonyme : le lotus bleu et lotus d'Égypte.

## Les différents lotus

### Nelumbonacaea
- Lotus sacré, lotus indien, fève d'Égypte, lis du Nil ; Lotus sacra, Faba ægyptiaca ; Nelumbo nucifera Gaertn. (syn. Nymphæa Nelumbo L.) ; Nélumbonacées.
- Lotus d'Amérique, lotus jaune ; Nelumbo lutea Willd. ; Nélumbonacées.

### Nympheacaea
- Lotus d'Égypte ou Lotus tigré ; Lotus, sive Colocasium ; Nymphaea lotus L., Nymphaéacées
- Lotus bleu ; Lotus…. (cyaneus) ; Nymphaea caerulea Savigny ; Nymphaéacées

### Note
Le genre Lotus qui rassemble les lotiers, appartient à la famille des Fabacées et comprend des plantes fourragères communes dans les prairies. Il ne faut donc pas confondre les deux termes.